# إم بي دي أيه
إم بي دي إيه (بالإنجليزية: MBDA)‏ مطور أوروبي وشركة المصنعة للصواريخ. يقع مقرها في المملكة المتحدة، باريس، فرنسا، روما، إيطاليا، شروبنهاوزن، ألمانيا. تم تشكيلها في ديسمبر 2001، بعد دمج كل من الشركة الفرنسية ايروسباسيال ماترا الصواريخ وشركة ايداس "EADS" (الآن مجموعة ايرباص)، والشركة الإيطالية أنظمة الينيا ماركوني (إحدى فروع فينميكانيكا) والشركة البريطانية ماترا بي إيه إي ديناميك (إحدى فروع بي إيه إي سيستمز). وفي عام 2003 كان يعمل بالشركة 10,000 موظف. وفي عام 2013، سجلت (MBDA) معدل دوران مخزون يقدر بـ 2.4 مليار يورو، وأنتجت أكثر من 3000 صاروخ، وحققت قيمة سوقية تقدر بـ 12.6 مليار يورو. تعمل (MBDA) مع أكثر من 90 من القوات المسلحة في جميع أنحاء العالم.

## التاريخ
Shareholders, as of 2009:

## منتجات
المجموعة لديها 45 من المنتجات في الخدمة و 15 في مرحلة التطوير. وتشمل المنتجات إم بي دي إيه في:
- صواريخ جو جو:
  - إيه آي إم-132 أسرام - قصيرة المدى، الموجهة بالأشعة تحت الحمراء
  - ميتور - صاروخ بعيد المدى، موجه بمحطة رادار نشط
  - إم بي دي إيه ميكا - الإصدارات الموجهة بالأشعة تحت الحمراء والرادار (أيضا SAM)
- صواريخ أرض-جو:
  - ميسترال (أيضا AAM)
  - يوروسام (Eurosam) صواريخ أستر - المتوسطة المدى (أستر 15) وطويلة المدى (أستر 30) إصدارات سام البرية والبحرية
  - LFK NG (بالتعاون مع Diehl BGT Defence)
  - Aspide
  - Rapier
  - سى ولف
  - CAMM (إصدارات جو، أرض، بحر)
- صواريخ جو-أرض:
  - أباتشي
  - Brimstone
  - Storm Shadow/SCALP-EG
  - AS-30L
  - PGM 500  [لغات أخرى]‏ وPGM 2000  [لغات أخرى]‏ الصواريخ الموجهة
  - ASMPA - الصاروخ النووي الفرنسي
  - موجهة بالليزر زوني[8]
  - Diamond Back range extension kit for the قنبلة صغيرة القطر[8]
  - Viper Strike
- صواريخ مضادة للسفن:
  - إكزوست (air-, surface ship-, coastal battery- والإصدارات التي تطلق من الغواصات)
  - صاروخ اوتومات
  - سي إيغل
  - Marte (air-, surface ship- and coastal battery-launched versions)
  - سي فينوم
- صواريخ مضادة للدروع:
  - الصاروخ ميلان
  - PARS 3 LR - بعيدة المدى (بالتعاون مع Diehl BGT Defence)
  - ERYX - قصيرة المدى
  - HOT
  - Missile Moyenne Portée (MMP)
- أنظمة
  - Spada
  - يوروسام أستر (عائلة صواريخ)
  - PAAMS النظام الصاروخي ويشمل ما يلي:
    - UKAMS PAAMS(S)
    - يوروسام PAAMS(E)

  - يوروسام SAAM-IT
  - يوروسام SAAM-FR
  - MEADS
  - Next Generation Multiple Warhead System

## مواقع
- فرنسا:
  - بورجيز
  - Selles-Saint-Denis
  - لو بليسيس روبنسون
- ألمانيا:
  - شروبنهاوزن
  - أولم
  - أشآو أم إن
- إيطاليا:
  - لا سبيتسيا
  - روما
  - Fusaro
- المملكة المتحدة:
  - Filton، برستل
  - بولتن، مانشستر الكبرى
  - ستيفنيج، هارتفوردشير
  - لندن
- الولايات المتحدة:[8]
  - ويستلاك فيلاج (كاليفورنيا)
  - واشنطن العاصمة
  - هنتسفيل (ألاباما)

## وصلات خارجية
- الموقع الرسمي
- MBDA Presents Multiple Solutions For Modern Combat Missions : Meteor, Marte, MMP, Exocet on airrecognition.com

قالب:BAE Systems